# Frullania closteranthera
Frullania closteranthera là một loài Rêu trong họ Jubulaceae. Loài này được Spruce mô tả khoa học đầu tiên năm 1884.